# La forza di una donna
La forza di una donna (Kadın) è un serial televisivo drammatico turco, trasmesso su Fox dal 24 ottobre 2017 al 4 febbraio 2020. È basata sulla serie televisiva giapponese del 2013 Woman (ウーマン), dramma scritto da Yūji Sakamoto.
In Italia la serie va in onda su Canale 5 dal 3 giugno 2025.

## Trama
Bahar Sarıkadı è una donna abbandonata dalla madre quando aveva otto anni. Molti anni dopo, in un momento di grande solitudine, incontra Sarp, del quale si innamora perdutamente. Dopo alcuni anni di felicità trascorsi insieme, Bahar rimane vedova e le restano solo due cose a cui aggrapparsi per vivere: i suoi figli Nisan e Doruk. A causa dei suoi problemi finanziari, Bahar si trasferisce con i suoi figli nel quartiere di Tarlabaşı, dove col tempo si innamora di un uomo che la aiuta in tutto, Arif, il figlio del suo padrone di casa.

## Puntate
In Turchia la serie, composta da 81 puntate suddivise in tre stagioni, è andata in onda su Fox dal 24 ottobre 2017 al 4 febbraio 2020: la prima stagione è stata trasmessa dal 24 ottobre 2017 al 5 giugno 2018, la seconda stagione è stata trasmessa dal 2 ottobre 2018 al 28 maggio 2019, mentre la terza ed ultima stagione è stata trasmessa dal 1º ottobre 2019 al 4 febbraio 2020.
In Italia la serie va in onda su Canale 5 dal 3 giugno 2025: la prima stagione viene trasmessa dal 3 giugno 2025, mentre le successive due stagioni sono inedite.
| Stagione         | Puntate | Puntate | Prima TV  | Prima TV      |
| Stagione         | Turchia | Italia  | Turchia   | Italia        |
| ---------------- | ------- | ------- | --------- | ------------- |
| Prima stagione   | 32      | 79      | 2017-2018 | 2025-in corso |
| Seconda stagione | 32      | inedita | 2018-2019 | inedita       |
| Terza stagione   | 17      | inedita | 2019-2020 | inedita       |

## Personaggi e interpreti

### Personaggi principali
- Bahar Sarıkadı, interpretata da Özge Özpirinççi, doppiata da Valentina Favazza.
- Sarp Çeşmeli / Alp Karahan, interpretato da Caner Cindoruk, doppiato da Andrea Checchi.
- Hatice Sarıkadı, interpretata da Bennu Yıldırımlar, doppiata da Roberta Greganti.
- Şirin Sarıkadı, interpretata da Seray Kaya, doppiata da Letizia Ciampa.
- Enver Sarıkadı, interpretato da Şerif Erol, doppiato da Maurizio Fiorentini.
- Arif Kara, interpretato da Feyyaz Duman, doppiato da Stefano Crescentini.
- Nisan Çeşmeli, interpretata da Kübra Süzgün, doppiata da Giulietta Rebeggiani.
- Doruk Çeşmeli, interpretato da Ali Semi Sefil, doppiato da Francesco Raffaeli.
- Ceyda Aşçıoğlu, interpretata da Gökçe Eyüboğlu, doppiata da Valentina Stredini.
- Pırıl Çeşmeli, interpretata da Ahu Yağtu, doppiata da Claudia Carlone.
- Yeliz Ünsal, interpretata da Ayça Erturan, doppiata da Chiara Oliviero.
- Musa Demir, interpretato da Devrim Özder Akın, doppiato da Alessandro Spadorcia.
- Yusuf Kara, interpretato da Yaşar Uzel, doppiato da Gianluca Tusco.
- Dottoressa Jale Demir, interpretata da Ece Özdikici e Pınar Çağlar Gençtürk, doppiata da Alessandra Grado.

### Personaggi secondari
- Ceren, interpretata da Elçin Afacan.
- Raif Aşçıoğlu, interpretato da Sinan Helvacı.
- Toci, interpretato da Serkan Çayoğlu.
- Fazilet Aşçıoğlu, interpretata da Hümeyra.
- Münir, interpretato da Caner Çandarlı, doppiato da Roberto Gammino.
- Bahar Çeşmeli da piccola, interpretata da Su Burcu Yazgı Coşkun.
- Nisan Çeşmeli da piccola, interpretata da Dila Nil Yıldırım.
- Bora Demir, interpretato da Demir Beyitolgu, doppiato da Andrea Virgilii.
- Elif, interpretata da Elif Naz Emre, doppiata da Margherita Rebeggiani.
- Așli, interpretata da Ayça Melek Gülerçe, doppiata da Angelica Tuccini.
- Tunç, interpretato da Kaan Şener, doppiato da Gabriele Piancatelli.
- Satilmiş Aşçıoğlu, interpretato da Mehetan Parıltı.
- Arda Karataş, interpretato da Kerem Yozgatli, doppiato da Gabriele Tonti.
- Ali Çeșmeli, interpretato da Eren İkizler, doppiato da Fabrizio Bucci.
- Ümer Çeșmeli, interpretato da Emre İkizler.
- Cem Bey, interpretato da Hakan Kurtaş.
- Kismet Avcı, interpretata da Tuğçe Altuğ.
- Dottor Sinan, interpretato da Oktay Gürsoy, doppiato da Riccardo Rossi.
- Emre, interpretato da Ahmet Rıfat Şungar.
- Ferdane, interpretata da Sinem Uçar, doppiata da Monica Ward.
- Idil, interpretata da Busra İl.
- Berşan, interpretata da Sahra Şaş, doppiata da Gemma Donati.
- Ziya, interpretato da Resit Berker Enhos, doppiato da Emiliano Ragno.
- Levent, interpretato da Semi Sırtıkkızıl, doppiato da Alessandro Sanguigni.
- Suat, interpretato da Gazanfer Ündüz, doppiato da Paolo Buglioni.
- Jülide Çesmeli, interpretata da Şebnem Köstem, doppiata da Paola Majano.
- Nezir Korkmaz, interpretato da Hakan Karahan.
- Mert Korkmaz, interpretato da Eray Cezayirlioglu.
- Seyfullah, interpretato da Rana Cabbar, doppiato da Michele Gammino.
- Hikmet, interpretato da Melih Çardak, doppiato da Roberto Fidecaro.
- Ümran, interpretata da Canan Karanlık, doppiata da Daniela D'Angelo.
- Peyami, interpretato da Selim Aygün, doppiato da Andrea Lopez.
- Füsun, interpretata da Sevinç Meşe, doppiata da Laura Cosenza.

## Produzione
La serie è diretta da Merve Girgin Aytekin, Ece Erdek Koçoğlu e Nadim Güç, scritta da Hande Altaylı e prodotta da Medyapım e MF Yapım.

### Riprese
Le riprese sono state effettuate a Istanbul, in particolare nel distretto di Beşiktaş, tra cui vi è il quartiere Ortaköy, mentre le scene di sparatorie sono state girate principalmente nel quartiere Tarlabaşı.

## Riconoscimenti
- Golden Butterfly Awards
  - 2018: Candidatura come Miglior serie per La forza di una donna (Kadın)[21]
  - 2018: Premio come Miglior attrice ad Özge Özpirinççi[22]
  - 2018: Premio come Miglior attrice bambina a Kübra Süzgün[22]
  - 2018: Premio come Miglior attore bambino ad Ali Semi Sefil[22]
  - 2018: Candidatura come Miglior regista a Nadim Güç[21]
  - 2018: Candidatura come Miglior sceneggiatura ad Hande Altaylı[21]
  - 2018: Candidatura come Miglior musica in una serie televisiva a Cem Tuncer[21]
- Tokyo Drama Awards
  - 2018: Premio speciale per La forza di una donna (Kadın)[23]